# Ladies of Leisure (1930)
Ladies of Leisure is een Amerikaanse pre-Code dramafilm uit 1930 onder regie van Frank Capra. Het scenario is gebaseerd op het toneelstuk Ladies of the Evening (1924) van de Amerikaanse auteur Milton Herbert Gropper.

## Verhaal
Jerry Strong is de zoon van een rijke zakenman. Hij wil graag schilder worden en hij huurt daarom Kay Arnold in als model. Al snel wordt hij verliefd op haar. Hoewel ze een schimmig verleden heeft, wil Jerry een relatie met haar. Zijn ouders zijn daar sterk op tegen.

## Rolverdeling
| Acteur           | Personage      |
| ---------------- | -------------- |
| Barbara Stanwyck | Kay Arnold     |
| Ralph Graves     | Jerry Strong   |
| Lowell Sherman   | Bill Standish  |
| Marie Prevost    | Dot Lamar      |
| Nance O'Neil     | Mw. Strong     |
| George Fawcett   | John Strong    |
| Juliette Compton | Claire Collins |